# Кемпер, Эмиль Филиппович
Эмиль Филиппович Кемпер (при рождении Мендель Фроимович Кемпер; 19 июня 1902, Одесса, Российская империя — 3 декабря 1980, Ленинград, СССР) — советский эстрадный дирижёр, джазмен, бэндлидер.

## Биография
Родился 6 (19) июня 1902 года в Одессе, в многодетной еврейской семье. Его отец Фроим Хаимович Кемпер (1858—1911), уроженец Сальницы Литинского уезда Подольской губернии, был портовым грузчиком, который умер, когда сыну было 9 лет. Заботу о семье взял на себя его старший брат — куплетист Юлий Ленский, но он был призван на фронт в начале Первой мировой войны и погиб в 1916 году. Мать Эмиля, Хая-Песя Лемковна (Полина Леонтьевна) Кемпер (1867—1940), отдала его в хор певчих при хоральной синагоге Бродского, где также пели его братья Зиновий (1900—1941) и Вольф-Бер (Владимир). Они были замечены антрепренёром Яковом Шошниковым (1887—1941), и Эмиль с младшим братом Владимиром начали выступать на эстраде под сценическим псевдонимом «Братья Коралли». Дебют дуэта «Братья Коралли» состоялся в 1915 году на сцене детского театра «Водевиль», где они исполняли специально написанные для них песни и разыгрывали юмористические сценки. Куплеты для них писал старший по возрасту гимназист Макс Поляновский.
В 1929 году Эмиль Кемпер женился на эстрадной певице Марии Ивановне Дарской (1903—1937, расстреляна) и переехал в Ленинград, где первоначально продолжил выступать как танц-комик и куплетист. Позже он начал выступать в различных эстрадных коллективах как певец, а в 1935 году организовал собственный Ленинградский джаз-оркестр «Интервью» (на грамзаписях тех лет именуемый также Ленинградским джаз-ансамблем и джаз-оркестром под управлением Эмиля Кемпера). В этом оркестре он выступал в роли дирижёра, художественного руководителя и певца. В оркестре выступали такие исполнители как Борис Градский (гавайская гитара), Аркадий Островский (аккордеон и аранжировка), Г. Геллер, А. Малков, музыкальной частью заведовал Александр Владимирцов.
В период до начала Великой Отечественной войны Эмиль Кемпер и его джаз-оркестр записали ряд композиций, специально написанных для этого оркестра, среди которых «Иду по знакомой дорожке» (музыка А. Владимирцова на слова Г. Гридова), «Минуты» (Александр Владимирцов — Леонид Кронфельд), «Возвращение» (А. Владимирцов — Г. Гридов), вальс «Снова пою» (музыка Дж. де Ботари, слова В. Семёнова, исполнил Вадим Козин, 1937). В 1940 году оркестр записал грампластинки на фирмах «Ленгоркино», «Ленмузтрест», «ЛЭФ», «Грампласттрест» и «Промбум» (песни «Акула», «Возвращение», «Гавай», «Вальс Бостон», «Минуты», «Песня Кости», «Раскинулось море», «Трот Фокс» Иосифа Атласа, «Трот Марш», фокстрот «Ай, Жозефина», «Иду по знакомой дорожке»). Ряд из этих песен приобрели самостоятельную жизнь и впоследствии исполнялись различными эстрадными артистами.
В военные годы оркестр выступал во фронтовых музыкальных бригадах.
Похоронен на Преображенском еврейском кладбище.

## Семья
Первая жена — Тамара Кемпер; вторая жена — артистка ЛДКА и Ленгосэстрады, певица Мария Кемпер (в девичестве Дарская-Игнатьева, расстреляна 24 ноября 1937 года).
Брат — эстрадный певец, конферансье и артист разговорного жанра Владимир Коралли.